# Référendums de 2020 en Arkansas
Trois référendums ont lieu le 3 novembre 2020 en Arkansas. La population est notamment amenée à se prononcer sur les point suivants :
- Limitation du nombre de mandats des parlementaires ;
- Restriction des référendums ;
- Renouvellement d'une taxe sur les transports.